# 돔날 1세 막 알핀
돔날 막 알핀(중세 아일랜드어: Domnall mac Ailpín, 스코틀랜드 게일어: Dòmhnall mac Ailpein: 812년 – 862년 4월 13일)은 858년에서 862년까지 픽트인의 왕이다. 형 키나드 막 알핀이 죽자 왕위를 계승했다.
알바 열왕 편년사에 따르면 돔날은 4년간 재위했으며 이는 울라 연대기에서 그 형 키나드가 858년 2월에 죽었고 돔날은 862년 4월에 죽었다는 기록과 상호 일치한다.
국경지대 편년사에서는 돔날이 정력적인 전사였으며 스코네에서 암살당했다고 한다. 돔날이 타살당했다는 증거는 다른 문헌에는 없다.
대개 돔날은 아이가 없었던 것으로 생각되지만, 일각에서는 기리크가 돔날의 아들이라고도 한다. 그러나 이 설은 널리 받아들여지지는 않았다.

## 같이 보기
- 알바 왕국
- 알바 왕국의 기원

## 참고 자료
- Anderson, Alan Orr, Early Sources of Scottish History A.D 500–1286, volume 1. Reprinted with corrections. Paul Watkins, Stamford, 1990. ISBN 1-871615-03-8
- Duncan, A. A. M., The Kingship of the Scots 842–1292: Succession and Independence. Edinburgh: Edinburgh University Press, 2002. ISBN 0-7486-1626-8
- Smyth, Alfred P., Warlords and Holy Men: Scotland AD 80–1000. Edinburgh UP, Edinburgh, 1984. ISBN 0-7486-0100-7